# Bellecour (metrostation)
Bellecour is een metrostation onder de Place Bellecour in de Franse stad Lyon, in het 2e arrondissement van de stad op het Presqu'île. In dit station kruisen lijn A en lijn D van de metro van Lyon elkaar, en kan er tussen beide overgestapt worden. Door de centrale ligging is dit het drukste metrostation van de stad. Bovendien kan er over worden gestapt op een groot aantal buslijnen boven de grond.

## Geschiedenis
Het station aan lijn A is geopend op 2 mei 1978, en in september 1991 is daar het perron aan lijn D aan toegevoegd. Het station aan lijn D ligt onder dat van lijn A en heeft een eilandperron, wat in de spitsuren problemen oplevert. Op het fête des lumières, het belangrijkste feest van de stad dat jaarlijks op 8 december gevierd wordt, is de metro 's avonds gratis en kan het station, door de festiviteiten op het plein en de omringende wijken, de druk niet aan.

## Omgeving
Het station geeft toegang tot Place Bellecour en de aangrenzende straten en buurten. De belangrijkste van die straten zijn Rue de la République, Rue Victor Hugo en de kades van de Rhône. Verder ligt in de omgeving van het station het hoofdpostkantoor, het ziekenhuis Hôtel Dieu, het Théâtre des Célestins en Place des Jacobins.